# Haplochromis acidens
Haplochromis acidens é uma espécie de peixe da família Cichlidae.
Pode ser encontrada nos seguintes países: Quénia, Tanzânia e Uganda.